# Bertram von Sturm
Bertram Sturm, ab 1632 Bertram von Sturm zu Vehlingen (* um 1595; † 20. Januar 1639 in Frankfurt am Main), war Kaiserlicher Rat, Kaiserlicher Kriegsoberkommissar des Ober- und Niederrheinkreises in Frankfurt am Main und Freiherrlich von Lobkowitzischen Oberamtmann der beiden Herrschaften Idstein und Weilburg.

## Leben
Bertram Sturm entstammte einem alten Ratsgeschlecht der Stadt Münstereifel (Herzogtum Jülich), das im Jahr 1436 urkundlich erstmals erwähnt ist. Am 12. September 1632 wurde er in Wien unter Bestätigung seines Adels von Kaiser Ferdinand II. mit der Namensmehrung „von und zu Vehlingen“ offiziell in den Reichsadelsstand erhoben. Am 23. September 1633 wurde ihm in Ebersdorf durch den Kaiser das Prädikat „von Vehlingen“ verliehen. Seine Nachkommen führen unbeanstandet den Namen „von Sturm zu Vehlingen“.
Im November 1635 erklärte Sturm dem Grafen Wilhelm Ludwig von Nassau-Saarbrücken seine Grafschaft für verlustig. Sturm hatte während des Dreißigjährigen Kriegs in der Region als Stellvertreter des Kaisers eine sehr wichtige Funktion. Er verwaltete in des Kaisers Namen u. a. auch Ländereien abtrünniger und geflohener Landesherren, wobei er sich auch teilweise selbst bereichert haben dürfte. Sturm wird als habgierig geschildert. Ab 1650 war seine Familie Eigentümer von Burg Odendorf im Swisttal.
Bei der Taufe seines Sohnes Ferdinand Philipp Casimir am 14. April 1637 waren sowohl der Kaiser als auch König Philipp III. von Spanien die Ehrenpaten.
Bertram von Sturm zu Vehlingen starb am 20. Januar 1639 in Frankfurt am Main und wurde im dortigen Dominikanerkloster beigesetzt. Das nicht mehr vorhandene Epitaph in der Klosterkirche trug dieses Sterbedatum. Im Frankfurter Totenbuch wird als Sterbedatum der 9. Januar angegeben. Diese Datumsdifferenz resultiert aus der Kalenderreform, die im protestantischen Frankfurt erst 1700 eingeführt wurde.